# Cyclosorus augescens
Cyclosorus augescens är en kärrbräkenväxtart som först beskrevs av Heinrich Friedrich Link och som fick sitt nu gällande namn av Mazumdar och Mukhop.
Cyclosorus augescens ingår i släktet Cyclosorus och familjen Thelypteridaceae. Inga underarter finns listade i Catalogue of Life.